# Рязанцев, Николай Дмитриевич
Николай Дмитриевич Рязанцев (19 декабря 1920, Погожево, Воронежская губерния — неизвестно, неизвестно) —  участник Великой Отечественной войны, гвардии старший лейтенант, Герой Советского Союза (1945).

## Биография
Николай Дмитриевич Рязанцев родился 19 декабря 1920 года в селе Погожево Касторенской волости Землянского уезда Воронежской губернии, ныне село входит в состав Котовского сельсовета Касторенского района Курской области). Отец Дмитрий Алексеевич и мать Дарья Фоминична, уроженцы этого села, занимались сельским хозяйством. В семье было 5 детей (Николай, Иван, Дмитрий, Василий и Людмила).
В 1933 году семья Рязанцевых переехала в поселок Семилуки (ныне Воронежская область). В школе, в 1938 году, он был принят в члены ВЛКСМ. После окончания семи классов школы работал секретарём Семилукского поселкового Совета. В 1940 году Николай женился на Евдокии Тихоновне Кулаковой, а в 1941 году у них родилась дочь Галина.
В августе 1941 года Рязанцев был призван на службу Семилукским РВК в Рабоче-крестьянскую Красную Армию. Направлен в танковое училище в город Минусинск Красноярского края, а в октябре 1942 года был переведен в Сталинградское военное танковое училище, расположенное в городе Кургане Челябинской области. В январе 1943 года он с отличием окончил училище, получив звание лейтенанта и в феврале был отправлен на фронт.
15 августа 1943 года в бою танк был подожжен. Рязанцев был тяжело ранен, у него обгорело лицо, руки, в результате чего, до середины ноября находился в госпитале в городе Котельнич Кировской области. В декабре он был направлен в Нижний Тагил Свердловской области.
К августу 1944 года гвардии лейтенант Николай Рязанцев командовал танковым взводом 170-й танковой бригады 18-го танкового корпуса 6-й танковой армии 2-го Украинского фронта. Отличился во время освобождения Румынии. 23 августа 1944 года Рязанцев вместе со своим экипажем атаковал вражескую колонну, отступающую от Ясс, уничтожив 3 самоходных орудия, 4 противотанковых орудия, несколько десятков солдат и офицеров противника. 21 сентября 1944 года был легко ранен.
3 января 1945 года противник оттеснил 170-ю танковую бригаду от южного берега Дуная и занял Дунаальмаш (арм. Dunaalmás), Несмей (арм. Neszmély) и Шюттё (арм. Süttő), бригада отошла в район Сомор (арм. Szomor), где 4 января заняла оборону фронтом на север и северо-запад, на ходу в бригаде было 14 танков. 5 января бригада отошла на юг, сосредоточилась в районе Господские дворы Фельше-Ерш (Фельшёэршпуста), заняв оборону у развилки дорог Сомор — Фельше-Ерш — Жамбек и отбила 4 атаки противника силою 5—6 танков и до роты пехоты, бригада потерь в технике не имела, были раненые. 6 января бригада отбила 4 атаки противника со стороны Сомор и 3 атаки со сторны леса, расположенного северо-западнее Фельше-Ерш. В 18:30 противник силами 8 танков и до роты пехоты при поддержке массированного огня артиллерии овладел Фельше-Ерш. 170-я танковая бригада заняла оборону в 1 км южнее Фельше-Ерш, потеряв за день 3 танка сгоревшими и 1 бронетранспортёр подбитым. 7 января бригада отбила 8 атак противника и потеряла 2 танка сгоревшими. 8 января бригада отбила 3 атаки противника и потеряла 2 танка сгоревшими и 1 подбитым. 9 января противник занял активную оборону на занятом рубеже и вёл артиллерийско-миномётный обстрел позиций бригады, бригада в живой силе и технике потерь не имела.
10 января 1945 года противник предпринял 2 атаки: в 6 утра атаковал 6-ю танками из леса, что в 2 км северо-западнее Фельше-Ерш, а во 2-й половине дня 3-я танками и до 50 чел. пехоты из района Фельше-Ерш. Обе атаки были отбиты, бригада потеряла 2 танка сгоревшими и 1 подбитым. В строю осталось 5 танков и 63 активных штыка. В этот день командир роты Т-34-85 1-го танкового батальона 170-й танковой бригады член ВЛКСМ (по другим данным — кандидат в члены ВКП(б)) гвардии старший лейтенант Рязанцев пропал без вести вблизи Господских дворов Фелшеерш (Фельше-Ерш) Валского яраша комитата Фейер (Стольно-Белградский комитат) Королевства Венгрия, впоследствии — госхоз Фельшёэршпуста, ныне входит в общину Мань Бичкеского яраша (арм. Bicskei járás) медье Фейер Центральной Трансданубии (Центрально-Задунайский край) Венгрии.
16 января 1945 года 170-ю танковую бригаду решено перебросить на другой участок фронта. Бои в районе Фельше-Ерш продолжались более 2 месяцев, войска 23-го стрелкового корпуса взяли Фельше-Ерш 21 марта 1945 года.
Указом Президиума Верховного Совета СССР от 24 марта 1945 года за «доблесть и геройство в боях с врагом на территории Румынии и Трансильвании», гвардии лейтенант Николай Иванович Рязанцев (так в документе) был удостоен высокого звания Героя Советского Союза.
Приказом Главного управления кадров Народного комиссариата обороны СССР № 02403 от 22 августа 1945 года была отменена статья 96 приказ ГУК НКО № 01236-45 в отношении пропавшего без вести Рязанцева Николая Дмитриевича; по донесению 170 тб № о180 от 19 февраля 1945 года, вх. № 028249, он находится в госпитале на излечении.
Дальнейшая судьба неизвестна, после войны домой не вернулся.

## Награды
- Герой Советского Союза, 24 марта 1945 года[4][5][6]
  - Орден Ленина
  - Медаль «Золотая Звезда»
- Орден Красного Знамени, 16 сентября 1944 года[7]
- Орден Суворова III степени, 18 февраля 1945 года[8]

## Память
В честь Рязанцева названа улица и школа № 2 в Семилуках, Воронежская область.